# Lista odcinków serialu anime Yaiba – legendarny samuraj
Artykuł zawiera listę wszystkich wyemitowanych odcinków telewizyjnego serialu anime Yaiba – legendarny samuraj, wyprodukowanego na podstawie mangi autorstwa Gōshō Aoyamy przez studio Pastel. Seria była emitowana na antenie TV Tokyo od 9 kwietnia 1993 do 1 kwietnia 1994.
W Polsce anime było emitowane od 2001 roku na antenie RTL 7, a od 2002 roku w stacji TVN 7.

## Lista odcinków
| №  | Tytuł | Premiera             |
| -- | --- | -------------------- |
| 1  | Nazywam się Yaiba i jestem samurajem Heisei no samurai Yaiba tōjō! (平成の侍ヤイバ登場!)                        | 9 kwietnia 1993      |
| 2  | Miecz szalonego wiatru Yomigaeru fūjin no ken! (よみがえる風神の剣!)                                            | 16 kwietnia 1993     |
| 3  | Dwa miecze Raijin no ken! Fūjin no ken (雷神の剣!風神の剣)                                                      | 23 kwietnia 1993     |
| 4  | Kroker atakuje Hakki kaeru otoko no shūgeki (八鬼・カエル男の襲撃)                                              | 30 kwietnia 1993     |
| 5  | Ostrze cyklonu Hissatsu waza senpū ken!! (必殺技せんぷう剣!!)                                                   | 7 maja 1993          |
| 6  | Tajemnica pewnej wioski Kyōfu no namekuji otoko sanjō (恐怖のナメクジ男参上)                                    | 14 maja 1993         |
| 7  | Słaby punkt Spidermana Hakki kumo otoko no jakuten!? (八鬼・クモ男の弱点)                                       | 21 maja 1993         |
| 8  | Pan Batman Kyūketsuki. Battogai! (吸血鬼・バットガイ!)                                                          | 28 maja 1993         |
| 9  | Tajemnicza bułka Takeshiego Onimaru manjū no himitsu (鬼丸まんじゅうの秘密)                                     | 4 czerwca 1993       |
| 10 | Kojiro powraca do życia Tensai kenshi Kojirō fukkatsu (天才剣士小次郎復活!)                                     | 11 czerwca 1993      |
| 11 | Kto jest silniejszy Kengō nipponichi wa dare da!! (剣豪日本一はだれだ!!)                                        | 18 czerwca 1993      |
| 12 | Ostrze piorunów Higi kaminari-giri tanjō! (秘技カミナリ斬り誕生!)                                               | 25 czerwca 199       |
| 13 | Wielkie natarcie Kyodai ankō!? Onimaru jō sennyū (巨大アンコウ!?鬼丸城潜入)                                     | 2 lipca 1993         |
| 14 | Niewidzialny wróg Kieta? Kyōteki kamereon! (消えた?強敵カメレオン!)                                             | 9 lipca 1993         |
| 15 | Zdrada Kojiro Kojirō ga uragitta!? (小次郎が裏切った!?)                                                         | 16 lipca 1993        |
| 16 | Najpotężniejsza maszyna Shitennō saikyō mashin shūgeki! (四天王最強マシン襲撃!)                                 | 23 lipca 1993        |
| 17 | Bogini piorunów staje do walki z szalonym wiatrem Fū-rai gekitotsu!! Yaiba tai onimaru (風雷激突!!ヤイバ対鬼丸) | 30 lipca 1993        |
| 18 | Kula boga wody Densetsu no tama wo sagase! (伝説の玉をさがせっ!)                                                | 6 sierpnia 1993      |
| 19 | Wiatr ninja Kin no tama wa nanno tama? (金の玉は何の玉?)                                                        | 13 sierpnia 1993     |
| 20 | Legenda o czerwonym smoku Sekiryū densetsu!! Amakusa shirō arawaru! (赤龍伝説!!天草四郎現わる!!)                | 20 sierpnia 1993     |
| 21 | Legendarna kula z Aso Netsu jigoku! Kaen no tama wo ubae!! (熱地獄!火炎の玉を奪え!!)                            | 27 sierpnia 1993     |
| 22 | Tajemnica posągu Buddy Tenka no o-dorobō goemon (天下の大泥棒・ゴエモン)                                        | 3 września 1993      |
| 23 | Wielka bitwa Kyodai kessen! Daibutsu VS Ōsaka onimaru jō (巨大決戦!大仏VS大阪鬼丸城)                            | 10 września 1993     |
| 24 | Uczeń Musashiego Teki ka mikata ka? Yagyū jūbee fukkatsu! (敵か味方か?柳生十兵衛復活!)                          | 17 września 1993     |
| 25 | Decydujące starcie Machi ukeru wana!? Kawanakajima kessen no maki (待ちうける罠!?川中島決戦)                    | 24 września 1993     |
| 26 | W świecie ciemności Yami no tama wa ankoku sekai e no iriguchi (闇の玉は暗黒世界への入口)                       | 1 października 1993  |
| 27 | Marzenia Yume wo suteru ka! Tokkun hissatsu ken (夢をすてるか!特訓必殺剣)                                       | 8 października 1993  |
| 28 | Nowy cios Gōkyū shōbu! Benkei wo uchitore (剛球勝負!弁慶を打ちとれ)                                             | 15 października 1993 |
| 29 | Chin Pang Nanii! Densetsu no tama ga 10 man ko? (なにっ!伝説の玉が10万個?)                                      | 22 października 1993 |
| 30 | Małpa Chin Pang Seki ka no dokubari! Monkii bashō (石化の毒針!モンキー芭蕉)                                     | 29 października 1993 |
| 31 | Walka na górze Fudżi Mezase! Fujisan ryūjin no tama! (目指せ!富士山龍神の玉!)                                   | 5 listopada 1993     |
| 32 | Jak zostać samurajem Yaiba 7tsu no tama wo ushinau!? (ヤイバ7つの玉を失う!?)                                    | 12 listopada 1993    |
| 33 | Poświęcenie przyjaciół Hijō naru ryūjin no shiren! (非情なる龍神の試練!)                                        | 19 listopada 1993    |
| 34 | Samotny wojownik Kiete iku nakama-tachi (消えていく仲間たち)                                                    | 26 listopada 1993    |
| 35 | Księżniczka z księżyca Shijō saikyō! Ryūjin ken!! (史上最強!龍神剣!!)                                           | 3 grudnia 1993       |
| 36 | Tajemnica Księżycowej Księżniczki Tsuki kara no shinryaku sha. Jotei Kaguya (月からの侵略者・女帝かぐや)        | 10 grudnia 1993      |
| 37 | Mrożąca broń Dai gekichin! Onimaru fuyū jō! (大撃沈!鬼丸浮遊城!)                                                | 17 grudnia 1993      |
| 38 | Niebezpieczny atak Tōkyō mizuzeme dai sakusen!! (東京水攻め作戦!!)                                              | 24 grudnia 1993      |
| 39 | Bitwa w Tokio Gessei jin, gasu tanku to gattai!? (月星人、ガスタンクと合体!?)                                   | 27 grudnia 1993      |
| 40 | Bohaterska historia Yaiby Shin ryūjin densetsu tanjō!! (新龍神伝説誕生!!)                                       | 7 stycznia 1994      |
| 41 | Latający okręt podwodny Onago kyūshutsu sakusen kekkō! (おなご救出作戦決行!)                                    | 14 stycznia 1994     |
| 42 | Jyubei zamienia się w królika Karada wo ubawareta jūbee!? (体を奪われた十兵衛!?)                                | 21 stycznia 1994     |
| 43 | Porwanie Sayaki Sayaka pinchi! Isoge Yaiba (さやかピンチ!急げヤイバ)                                            | 28 stycznia 1994     |
| 44 | Przestępca z księżyca Nerawareta ryū no miko. Sayaka (狙われた龍の巫女・さやか)                                 | 4 lutego 1994        |
| 45 | Straszliwy miecz władcy zła Gekkō no gyakushū! Maō ken (ゲッコーの逆襲!魔王剣)                                  | 11 lutego 1994       |
| 46 | Takeshi powraca do życia Yaiba, maō ken ni yabureru! (ヤイバ、魔王剣に敗れる!)                                  | 18 lutego 1994       |
| 47 | Święta ceremonia Onimaru fukkatsu! Sayaka wo sukue!! (鬼丸復活!さやかを救え!!)                                  | 25 lutego 1994       |
| 48 | Życiodajna energia Księżycowej Księżniczki Kurae! Gattai waza fū-rai ha (くらえっ!合体技風雷波)                 | 4 marca 1994         |
| 49 | Prawdziwe oblicze Księżycowej Księżniczki Kaguya, osoroshiki shin no sugata! (かぐや、恐ろしき真の姿!)          | 11 marca 1994        |
| 50 | Tajemnica miecza bogini piorunów Zettaizetsumei! Yaiba ken wo ushinau (絶体絶命!ヤイバ剣を失う)                 | 18 marca 1994        |
| 51 | Zielony smok Shiroki ryūjin arawaru!! (白き龍神あらわる!!)                                                      | 25 marca 1994        |
| 52 | Prawdziwy samuraj Kurogane Yaiba, samurai da! (鉄ヤイバ、サムライだ!)                                           | 1 kwietnia 1994      |